# Юодшиляй
Юо́дшиляй (лит. Juodšiliai) — деревня на территории самоуправления Вильнюсского района, в 12 км к югу от Вильнюса, вдоль обеих сторон железнодорожного пути Вильнюс — Лида; центр староства площадью 1783 га, включающего 9 деревней, с населением более 5000 жителей.

## Инфраструктура
Имеются почтовое отделение, аптека, амбулатория, больница, библиотека, костёл Блаженного Михала Сопоцко. Действует гимназия «Шило» с преподаванием на литовском языке (453 учащихся) и гимназия Святой Уршули Ледуховской с преподаванием на польском языке (258 учащихся). 

## История

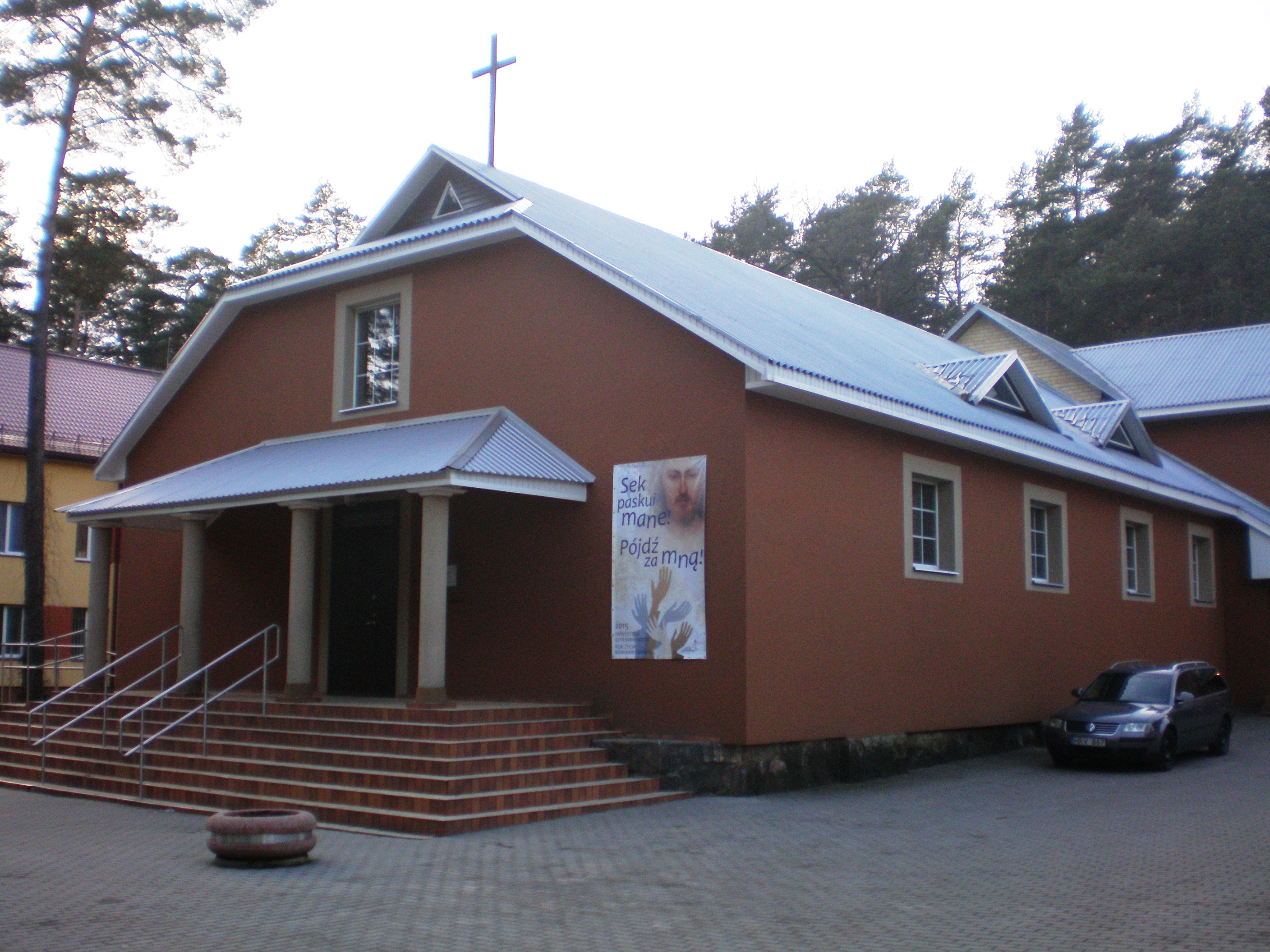
Костёл Блаженного Михала Сопоцко

Юодшиляйские курганы (Juodšilių pilkapynas) говорят о том, что местность была населённой в древнейшие времена. До Первой мировой войны на месте деревни был густой бор, который начали вырубать германские солдаты. Для вывоза древесины был проложен железнодорожный путь и построена станция. На месте вырубки рядом с железной дорогой образовалась деревенька железнодорожников под названием Реслерава (Reslerava). Живописная местность стала излюбленным местом отдыха виленской интеллигенции. В 1919 году была открыта школа. С 1920 года стало употребляться название Чарный бур (Czarny Bór, Чёрный бор). В 1920—1939 годах здесь действовал монастырь сестёр-урсулинок. В 1924—1946 годах работал дом урсулинок, опекавших сирот и бедных детей. 

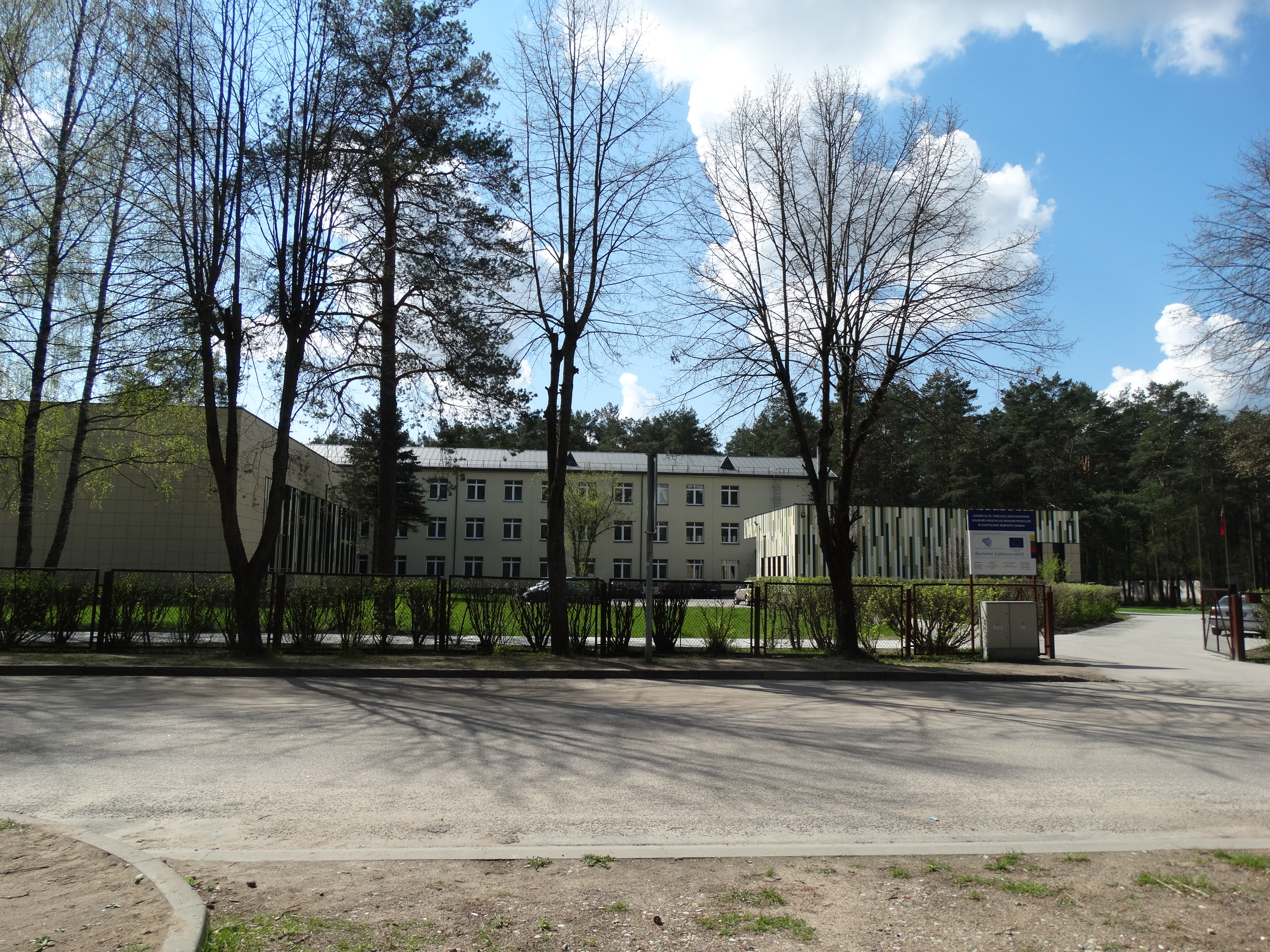
Гимназия Святой Уршули Ледуховской

В 1936 году было начато строительство костёла, прерванное войной. После войны в здании храма расположился детский дом, затем больница. В 1991 году здание пострадало при пожаре. В 2001 году здание передано церкви. 
Во время Второй мировой войны сёстры урсулинки в Юодшиляй укрывали священника, профессора теологии Михала Сопоцько. В 2012 году на доме, где скрывался Михал Сопоцько, открыта мемориальная доска. В феврале 2016 года юодшиляйский костёл был освящён во имя Блаженного Михала Сопоцько; это — первый в мире храм во имя апостола Божьего Милосердия.
После аннексии[уточнить] Литвы СССР в Юодшиляй жил писатель, публицист и политик Юзеф Мацкевич; сохранился дом, в котором он жил.

## Население
По переписи населения 1959 года в деревне числилось 1402 жителя, в 1964 году — 2151, в 1970 году — 1961 человек, в 1977 — 2400, в 1979 — 1787, в 1985 — 2204; по переписи 1989 года — 2139, 2001 года — 1844; в 2004 году было 2000 жителей. В настоящее время насчитывается 1744 жителя (2011).